# Горбняк Тарас Васильович
Тара́с Васи́льович Горбня́к — письменник-краєзнавець, член Національної спілки краєзнавців України (2004), академік Академії соціального управління (2016), голова громадської організації «Бакота». (1995).

## Біографія
Народився 1 січня 1954 року в селі Бакота Камянець-Подільського району Хмельницької області. В 1961—1971 роках навчався в місцевій середній школі. В рядах армії служив в 1972—1974 роках. Здобув вищу освіту інженера-механіка в Кам'янець-Подільському сільськогосподарському інституті в 1974—1979 роках.
Упродовж 1979—2000 років працював на інженерних посадах в радгоспі лікарських рослин смт. Стара Ушиця та с. Руда Кам'янець-Подільського району. З 2000 року провідний фахівець з еколого-просвітницької роботи відділу рекреації Національного природного парку «Подільські Товтри».
В сім'ї: жінка, дві дочки, двоє онуків.

## Творчість
Автор семи виданих краєзнавчих книг про село Бакота.
Першою пробою пера стала видана книга «Бакота. Затоплена доля» в 2004 році, де зібрані всі відомі тоді матеріали про затоплене село. Вона є першим друкованим виданням для масового читача — як поціновувачів історії, так і відвідувачів усього краю.
«Давня Бакота» (2008. 2013). В книзі відображено нові матеріали про затоплені села водами Дністровської ГЕС в 1981—1987 роках, свідком яких є автор.
В 2012 році вийшла в світ «Погасла зірка» українською, польською та англійською мовами в скороченому варіанті матеріалу про затоплені села Середнього Подністров'я.
2014 року побачила світ книга «До Бакоти через віки», де відображені фотоілюстрації та історичні матеріали про життя колишнього центру Дністрянського Пониззя — літописної Бакоти.
«Гомін золотої долини». Дана книга (2015—2017) відкрила ще одну сторінку життя затопленого села — слова, говірки? легенди, пісні. Вона зацікавила вчителів, студентів, науковців, що люблять історію, звичаї, культуру.
«Стежками Бакоти» (2018). Це розповідь про історію села Бакота та скельно- печерного монастиря. Книга доповнена сучасними та давніми фотографіями.
В 2020 році у видавництві «Аксіома» побачила світ «Абетка бакотянина», яка ніби підбила авторське дослідження історії затопленого села та доповнила відомі на цей час спогади про Бакоту (імена чоловіків та жінок, прізвищ, назви урочищ та частин села і т. д.).